# Sing to me Mama (album)
Sing to me Mama est un album disco de la chanteuse française Karen Cheryl sorti en octobre 1978 en 33 tours, 33 tours disque rouge (tirage limité) et cassette et réédité en CD en 1992. Un seul single en sera extrait, le double face A Sing to me mama / There's a sweet melody. There's a sweet melody est une adaptation de Quelle nuit magique du groupe canadien Bionic.

## Titres
| No | Titre                  | Durée |
| -- | ---------------------- | ----- |
| 1. | There's a sweet melody | 5:04  |
| 2. | Sing to me Mama        | 3:12  |
| 3. | Let me be              | 4:05  |
| 4. | Hold on                | 3:13  |
| 5. | Like a movie           | 3:46  |
| 6. | Sugar pie              | 4:01  |
| 7. | Evil lion              | 3:47  |
| 8. | Fever blues            | 2:32  |